# Leutenhain
Leutenhain ist ein Ortsteil der Gemeinde Königsfeld im Landkreis Mittelsachsen. Die Gemeinde Leutenhain mit ihrem Ortsteil Leupahn wiure am 1. März 1994 nach Königsfeld eingemeindet.

## Geografie

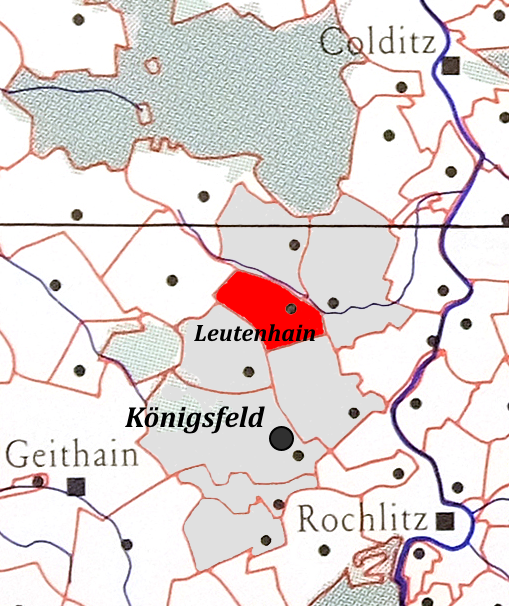
Lage von Leutenhain im Gebiet von Königsfeld

### Geografische Lage und Verkehr
Leutenhain befindet sich nördlich des Hauptorts Königsfeld südlich des Speichers Schwarzbach und nordwestlich der Talsperre Königsfeld. Der durch den Ort fließende Bühlabach entwässert über den Schwarzbach in die Zwickauer Mulde.

### Nachbarorte
|           | Leupahn                                     |             |
| Nauenhain | Kompassrose, die auf Nachbargemeinden zeigt | Schwarzbach |
| Weißbach  | Doberenz                                    |             |

## Geschichte

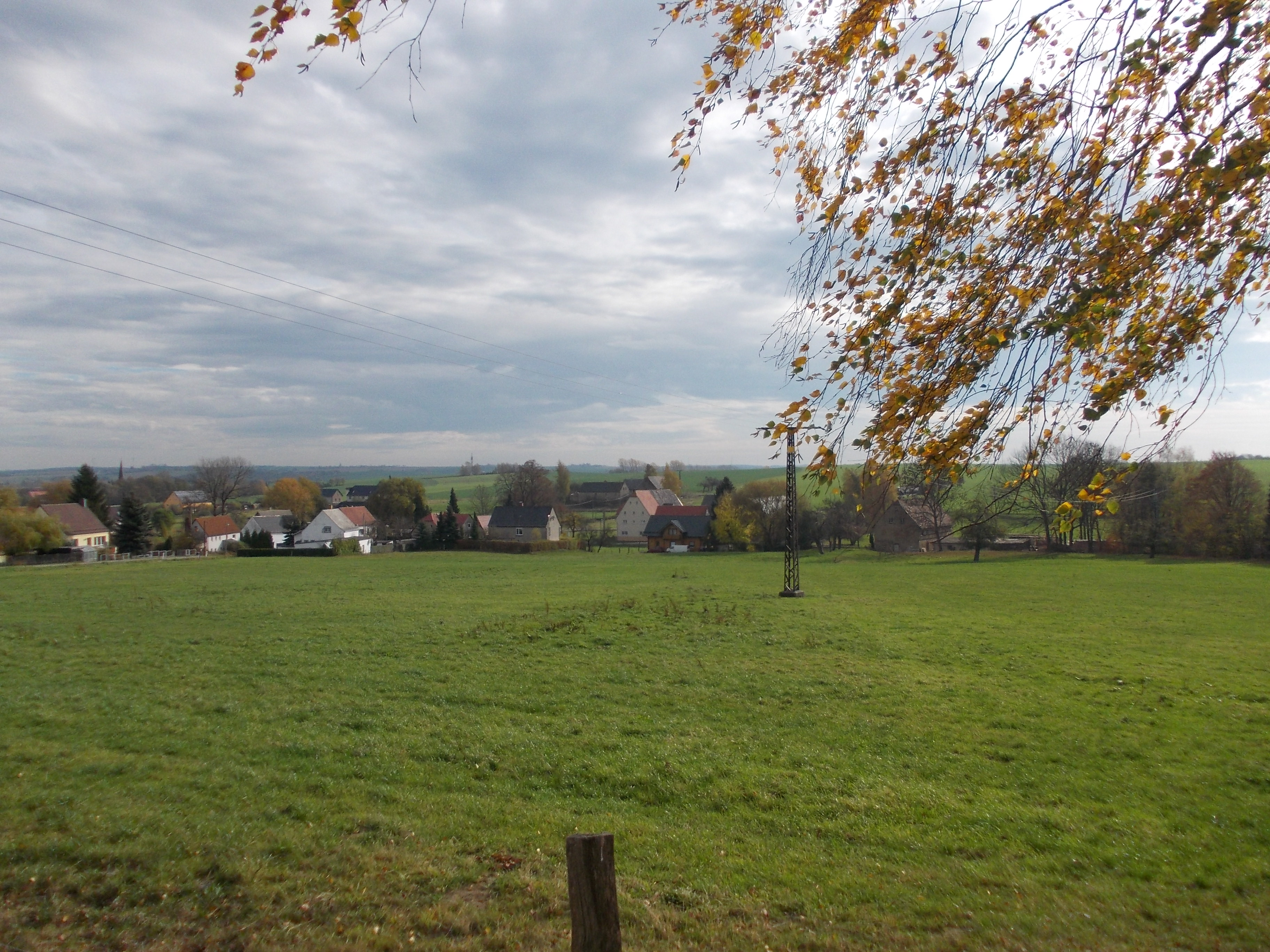
Leutenhain, Teilansicht

Leutenhain entstand im 12. Jahrhundert im Zuge des Landesausbaus in der Umgebung von Rochlitz. 1236 übertrugen die Herren von Gnandstein dem Kloster Buch das Dorf Lvdenhagen und bestimmten Servitien für die Brüder. Die Herren von Gnandstein waren Marschall und Kämmerer des Markgrafen von Meißen. Servitien sind hier Zusatzmahlzeiten für die Mönche als Anerkennung für Messen zum Totengedächtnis. 1241 genehmigte Markgraf Heinrich der Erlauchte die Übertragung von Lutenhain und Nauenhain durch die Brüder von Gnandstein. 1286 verkaufte Mgf. Heinrich dem Kloster das Ober- und Niedergericht in Lutenhayn (S/K 75).
1329 bestimmte Heinrich von Königsfeld, dass u. a. das Dorf Lutenhayn, welches er vom Abt des Klosters Buch gekauft hatte, im Falle seines Todes wieder an das Kloster zurückfallen solle. 1352 verkaufte der Pfarrer von Nauenhain dem Kloster einen Zehnt im Dorfe Luthenhayn. Nachdem das Kloster Buch im Zuge der Reformation im Jahr 1525 säkularisiert wurde, erfolgte die Verwaltung des Klosterbesitzes zunächst durch Beauftragte des Amtmanns von Leisnig. Ab 1532 übernahmen die Landstände die Verwaltung aller sequestrierten Klostergüter. 1548 wurde der Besitz dem Klosteramt Buch zugeordnet und ein Amtserbbuch erstellt. Dieses nennt zu Leutenhain „13 besessene Mann, darunter 12 Pferdner, die sind alle dem Kloster Buch lehen- und zinsbar“ mit 11 Hufen. Das Obergericht und das Erbgericht gehörten ins Amt Klosterbuch. Als einstiger Streubesitz des Klosters Buch war die Exklave Leutenhain ab 1590 Amtsdorf im kursächsischen bzw. königlich-sächsischen Amt Leisnig. Leutenhain war stets nach Schwarzbach, heute weiterer Ortsteil von Königsfeld,  gepfarrt. Bei den im 19. Jahrhundert im Königreich Sachsen durchgeführten Verwaltungsreformen wurden die Ämter aufgelöst. Dadurch kam Leutenhain im Jahr 1856 unter die Verwaltung des Gerichtsamts Colditz und 1875 an die neu gegründete Amtshauptmannschaft Grimma.
Durch die zweite Kreisreform in der DDR im Jahr 1952 wurde die Gemeinde Leutenhain dem Kreis Rochlitz im Bezirk Chemnitz (1953 in Bezirk Karl-Marx-Stadt umbenannt) angegliedert. Am 20. Juni 1957 wurde Leupahn nach Leutenhain eingemeindet. Die Gemeinde Leutenhain mit dem Ortsteil Leupahn gehörte ab 1990 zum sächsischen Landkreis Rochlitz, der 1994 im Landkreis Mittweida bzw. 2008 im Landkreis Mittelsachsen aufging. 1990 hatte der Ort 290 Einwohner. Durch die Eingemeindung von Leutenhain nach Königsfeld wurden Leutenhain und Leupahn am 1. März 1994 Ortsteile der Gemeinde Königsfeld.